# تعریف
تعریف  عبارتی است که معنای یک اصطلاح (کلمه، عبارت یا دسته‌ای از نمادها) یا نوع یک چیز را شرح می‌دهد.
تعریف واژه به ما می‌گوید که یک چیز باید چه ویژگی‌هایی (مشخصه‌هایی کیفیاتی، خواصی) داشته باشد تا آن واژه بر آن اطلاق شود.

## اهمیت تعریف
در فرستادن یک پیام (چه کلمه، جمله یا دسته‌ای از نشانه‌ها) اگر هر دو طرف گیرنده و فرستندهٔ پیام، از نشانه‌های پیام برداشت‌های متفاوتی داشته باشند یا به عبارتی اگر معنای اصطلاحات به کار رفته در یک پیام، بین  طرفین برابر نباشد، پیام به درستی منتقل نخواهد شد. در این وضعیت نیاز است که اصطلاح‌های به کار رفته در پیام تعریف شوند.
اهمیت تعریف در انواع مجادلات به اندازه‌ای است که با روشن شدن مفاهیم کلیدی مبهم، مورد مجادله عموماً برطرف می‌شود یا حداقل نقطهٔ اختلاف نظرها روشن می‌شود.

## تاریخچه
تعریف از اعمال ذهنی مربوط به مفاهیم و تصورات است که در علم منطق مورد بحث قرار می‌گیرد. به کار بردن تعاریف کلّی از پیشرفت‌های علم منطق است که ارسطو به سقراط نسبت داده‌است. ارسطو، در کتاب برهان و کتاب جدل قواعد و اصول تعریف کلّی را تدوین نموده‌است. منطق‌دانان مسلمان یکی از بخش‌های نه‌گانه منطق را تعریف و دیگری را معرِّف نامیدند و بعدها منطق به دو بخش اصلی تعریف و حجت تقسیم شد.
در اروپا، تأکید بر اهمیت وضوح زبانی نخست در دکارت و از آن پس از فیلسوفان تجربی انگلیسی چون تامس هابز، لاک، بارکلی و هیوم صورت گرفت. این سنت، با تدقیق در به کارگیری «الفاظ» و «مفاهیم»، همراه بود که با نوشته‌های لودویگ ویتگنشتاین و سپس گسترش فلسفه‌های پردازش زبانی اهمیت بیشتری یافت. امروزه یکی از مسائل مهم در فلسفه‌های تحلیل زبانی، بحث تعریف دقیقی و تبیین واژه‌های کلیدی هر بحث می‌باشد.
از معروف‌ترین کتاب‌های منطقی در زمینهٔ تعریف در اروپا منطق غیرصوری، منطق عملی و اندیشهٔ انتقادی، رنه دکارت را می‌توان نام برد. در حالی که در جهان اسلام، دانشمندانی چون ابن‌سینا در رسالةالحدود و خواجه نصیرالدین طوسی در اساس‌الإقتباس بیشترین کوشش را در تدوین قوانین تعریف صرف نمودند.

## تعریف و وجود
هنگامی که تعریفی بیان می‌شود به هیچ وجه اطلاعاتی در این‌باره به دست نمی‌دهد که، آیا چیزی که در تعریف وصف شده‌است واقعاً وجود دارد یا نه. یعنی تعریف می‌تواند بیان‌کنندهٔ چیزهای خیالی باشد که وجود ندارند. مثل قنطورس؛ یا در واقع نمی‌توان گفت که قنطورس معنایی ندارد.

## دامنهٔ تعریف
تعریف باید جامع و مانع باشد، این بدان معناست که «تعریف واژهٔ مورد نظر باید جامع همهٔ جنبه‌های تعریف‌کننده و مانع همهٔ جنبه‌هایی باشد که جنبه‌های غیر تعریف‌کننده|تعریف‌کننده نیستند.». یعنی تعریفی که ارائه می‌شود ویژگی‌هایی که آن چیز را از بقیه جدا می‌کند را بیان کند.
جنبه‌های تعریف‌کننده ویژگی‌هایی هستند که اگر اعضای یک طبقه دارای آن ویژگی‌ها نباشند، دیگر به آن طبقه تعلق ندارند. مانند ویژگی داشتن سه ضلع برای مثلث، که اگر چیزی سه ضلع نداشته باشد به هیچ وجه نمی‌تواند مثلث باشد.

## انواع تعریف
تعریف کردن عموماً به چند صورت انجام می‌شود
۱- تعریف قراردادی
۲- تعریف گزارشی
3. تعریف عرفی
4. تعریف علومی

### تعریف قراردادی
تعریف قراردادی در دو صورت اتفاق می‌افتد
۱- هنگامی فردی معتقد است که واژه‌هایی که از پیش وجود دارند به اندازهٔ کافی دقیق نیستند و او معنای دقیق‌تری برای آن‌ها وضع می‌کند.
۲- هنگامی که فردی برای انتقال معنای مورد نظر خود واژهٔ مناسبی نیابد.
تعریف قراردادی عموماً به این صورت انجام می‌شود:«اجازه بدهید از این پس از واژهٔ A به این معنا استفاده کنیم: . . . »
قرارداد نه کاذب است نه صادق، و فقط یک پیشنهاد است.

### تعریف گزارشی
بیشتر تعریف واژه‌ها (تعریف لغوی) از دست تعریف گزارشی‌اند. این نوع تعریف گزارش می‌دهد که واژه‌ای در بین افراد گروه زبانی مشخص به چه معنایی به کار می‌رود.
تعریف گزارشی به عنوان مثال، به این صورت انجام می‌شود:«در بین فارسی زبانان واژهٔ پدر به معنای فردی است که از او فرزندی به دنیا می‌آید.»

### تعریف عرفی
توضیحی است که در اذهان جمعی و عرف مردم وجود دارد و شامل جزئیات بسیار نمی‌شود؛ مثل اینکه بگوییم: «آب همان است که می‌نوشیم». نگا.فرهنگنامه تخصصی رجاء

### تعریف علومی
توضیح تخصصی است که در علوم در مورد یک پدیده می دهیم که همواره توسط همان علوم در حال ترمیم و روز آمد شدن است.مانند تعریف گسترده‌ای که شیمیدان‌ها از آب ارائه میدهند.

## واژه برابر پارسی
"تعریف کردن" = "واکرانیدن" => تعریف = واکران ( از ریشه ی کرانه) ، هدارش = تعریف